# La Muntanya (Masdenverge)
La Muntanya és una muntanya de 65 metres que es troba al municipi de Masdenverge, a la comarca del Montsià.